# Contea di Dickenson
La contea di Dickenson (in inglese Dickenson County) è una contea dello Stato della Virginia, negli Stati Uniti. La popolazione al censimento del 2000 era di 16 395 abitanti. Il capoluogo di contea è Clintwood.